# Юзефович Дмитро Михайлович
Дмитро Михайлович Юзефович (1777—1821) — генерал-майор Російської імператорської армії.

## Біографія
Дмитро Юзефович народився в 1777 році в дворянській сім'ї.
Записаний у 1788 році сержантом в лейб-гвардії Преображенського полку, він 1 січня 1795 року був випущений до статських справ з чином капітана армії, а 11 квітня того ж року вступив ад'ютантом до штабу генерал-аншефа графа Францішека Браницького. Після розформування цього штабу він був переведений до Катеринославського кірасирського полку ротмістром і 10 жовтня 1798 року отримав звання майора.
Переведений у грудні того ж року до Ростовського драгунського полку, а через два роки отримав звання підполковника. Перебуваючи під час війни 1805 року в корпусі Михайла Кутузова, Юзефович брав участь у всіх кампаніях корпусу від кордону до Браунау і від Браунау до Ольмоуцю, але в бою не брав участі. Першою сутичкою, в якій йому довелося брати участь, стала битва під Аустерліцем. За мужність, виявлену в цьому бою, він був нагороджений золотою шпагою з написом «за хоробрість».
Призначений 23 червня 1806 року командиром Харківського полку (з розформуванням Ростовського драгунського полку), Юзефович брав участь і у війні 1807 року, перебуваючи зі своїм полком у корпусі генерал-лейтенанта Петра Ессена. За проявлене геройство в ніч з 8 на 9 січня, коли він з волонтерами свого полку атакував містечко Шумово і взяв у полон два ворожих ескадрони, Юзефович був нагороджений орденом Святого Георгія 4-го ступеня. Потім 22 січня, при занятті міста Острова, він двічі бився з ворожою піхотою і кіннотою та першим увірвався до міста.
Після цього Юзефович брав участь у битві 4 лютого при містечку Остроленці і 15 червня на річці Бобер, де витримав і відбив значні сили поляків під командуванням Яна Домбровського. За проявлений героїзм у цій кампанії, Юзефович 12 грудня 1807 року отримав звання полковника, а наступного року був призначений шефом Харківського полку і це звання зберіг до 1 вересня 1814 р., коли у всіх армійських полках було ліквідовано цю посаду.
Від початку французько-російської війни Юзефович, перебуваючи в армії Петра Багратіона, командував Харківським полком та летючими командами декількох казацьких полків та проявив себе під час розвідки позицій військ Луї Даву під Могильовом.
Далі, Юзефович брав участь у знаменитому відступі Дмитра Невіровського з-під Червоного до Смоленська (під час якого він, незважаючи на свою відчайдушну хоробрість, зазнав поразки від французької кавалерії, що перевершувала його чисельністю в кілька десятків разів; потім, командуючи Харківським драгунським і козацьким Бихалова полками і 4 гарматами Донської артилерії, він брав участь у дводенній обороні Смоленська, після чого до самого Бородіна знаходився в ар'єргарді російських військ.
Під час Бородінської битви Юзефович багато разів кидався зі своїм полком в атаку і відбив шість російських гармат, відібраних французами у 5-ї кінно-артилерійської роти підполковника Данила Кандиби, за що і був нагороджений орденом Святого Володимира 3-го ступеня з бантом і отримав 25 грудня вання генерал-майори.
Далі, Юзефович брав участь у боях біля Тарутиного, Малоярославця та біля В'язьми, де врятував увесь свій полк, відрізаний французами, за що вдруге отримав орден Святого Володимира 3-го ступеня.
Наприкінці війни 1812 року Юзефович командував авангардом корпусу генерал-ад'ютанта Васильчикова.
У ході війни 1813 року Юзефович брав участь у блокаді фортець Модлин і Глогау, в бою 25 квітня при Носсене і в битві 29 квітня під Бішофсверденом, а 3 травня бився поблизу села Зейтена. За відмінності в цих ратних справах був нагороджений золотою шпагою з діамантами і написом «за хоробрість» і прусським орденом Червоного Орла 2-го ступеня.
Далі, він брав участь у битвах під Бауценом і Герліцем, за що був нагороджений орденом Святої Анни 1-го ступеня та довічним пенсіоном в розмірі генерал-майорської платні.
Потім Юзефович брав участь у знищенні військ Макдональда і Лорістона на Кацбахе, в боях біля Шенау, Гернгута, Гохкірха, Меца та Піндер-Пуцкау, де він особливо відзначився в присутності імператора Олександра I був нагороджений орденом Святого Георгія 3-го ступеня.
За участь в битві 4-7 жовтня під Лейпцигом Юзефович був нагороджений алмазними знаками ордена Святої Анни 1-го ступеня, а за участь у швидкому очищенні від французьких військ Вестфалії і Берського князівства, чим допоміг врятувати їх від накладеної французами контрибуції в 8000000 франків, одержав прусський орден Червоного Орла 1-го ступеня.
Після взяття Парижа Юзефович був призначений комендантом міста Нансі та начальником російських військ в Лотарингії, де і залишався до кінця травня. Після повернення до Російської імперії він був призначений командиром 2-ї бригади 4-ї драгунської дивізії, а 27 листопада 1816 року отримав у командування 1-шу драгунскую дивізію, якою і командував до 11 січня 1819 року, коли був призначений начальником 1-ї кінно-єгерської дивізії.
Призначений 20 січня 1820 року начальником 2-ї уланської дивізії, він командував нею півтора року, коли влітку 1821 року, був відрахований з кавалерії через розхитані нерви.
Дмитро Михайлович Юзефович помер 25 вересня 1821 року в місті Ромни Полтавської губернії (нині Сумська область).